# 豪貝格山脈
75°52′S 069°15′W / 75.867°S 69.250°W
豪貝格山脈（英語：Hauberg Mountains）是南極洲的山脈，位於帕爾默地，長56公里，處於薩姆伯奇角以北19公里和斯威尼山脈以南48公里，由美國的探險隊發現。